# Natació al Campionat del Món de natació de 2015 – 50 m papallona femení
Els 50 metres papallona femení es va celebrar entre el 7 i el 8 d'agost al Kazan Arena Stadium a Kazan.

## Rècords
Els rècords del món abans de començar la prova:
| Rècord del món       | Sarah Sjöström, Suècia    | 24,43 | Borås, Sweden | 5 de juliol de 2014  |
| Rècord del campionat | Therese Alshammar, Suècia | 25,07 | Roma, Itàlia  | 31 de juliol de 2009 |

Durant el trascurs de la prova es van batre els següents rècords:
| Data      | Prova       | Nom            | País   | Temps | Rècord |
| --------- | ----------- | -------------- | ------ | ----- | ------ |
| 7 d'Agost | Semifinal 2 | Sarah Sjöström | Suècia | 25,06 | CR     |
| 8 d'Agost | Final       | Sarah Sjöström | Suècia | 24,96 | CR     |

## Resultats
Les sèries es van disputar a les 09:54.

   *   Classificades
| Posició | Sèrie | Carril | Nom                        | País                           | Temps   | Notes |
| ------- | ----- | ------ | -------------------------- | ------------------------------ | ------- | ----- |
| 1       | 7     | 4      | Sarah Sjöström             | Suècia                         | 25,43   | Q     |
| 2       | 5     | 4      | Jeanette Ottesen           | Dinamarca                      | 25,51   | Q     |
| 3       | 7     | 5      | Inge Dekker                | Països Baixos                  | 25,66   | Q     |
| 4       | 5     | 5      | Lu Ying                    | R.P. de la Xina                | 25,69   | Q     |
| 5       | 6     | 4      | Fran Halsall               | Regne Unit                     | 25,86   | Q     |
| 6       | 6     | 3      | Arianna Vanderpool-Wallace | Bahames                        | 26,02   | Q     |
| 7       | 6     | 6      | Elena Gemo                 | Itàlia                         | 26,07   | Q     |
| 7       | 7     | 6      | Kendyl Stewart             | Estats Units                   | 26,07   | Q     |
| 9       | 6     | 7      | Anna Dowgiert              | Polònia                        | 26,24   | Q     |
| 10      | 5     | 2      | Kimberly Buys              | Bèlgica                        | 26,28   | Q     |
| 11      | 6     | 5      | Silvia Di Pietro           | Itàlia                         | 26,32   | Q     |
| 12      | 7     | 2      | Farida Osman               | Egipte                         | 26,33   | Q     |
| 12      | 7     | 7      | Mélanie Henique            | França                         | 26,33   | Q     |
| 14      | 7     | 3      | Beryl Gastaldello          | França                         | 26,46   | Q     |
| 14      | 7     | 1      | Noemie Thomas              | Canadà                         | 26,46   | Q     |
| 16      | 5     | 8      | Daynara de Paula           | Brasil                         | 26,49   | Q     |
| 17      | 6     | 2      | Claire Donahue             | Estats Units                   | 26,52   |       |
| 18      | 7     | 8      | Nastja Govejšek            | Eslovènia                      | 26,54   |       |
| 19      | 6     | 1      | Rikako Ikee                | Japó                           | 26,66   |       |
| 20      | 6     | 8      | Misaki Yamaguchi           | Japó                           | 26,68   |       |
| 21      | 4     | 7      | Bryndis Hansen             | Islàndia                       | 26,79   |       |
| 21      | 5     | 3      | Emma McKeon                | Austràlia                      | 26,79   |       |
| 23      | 5     | 0      | Aleksandra Urbańczyk       | Polònia                        | 26,82   |       |
| 24      | 4     | 3      | Katarína Listopadová       | Eslovàquia                     | 26,84   |       |
| 25      | 6     | 9      | Anna Ntountounaki          | Grècia                         | 26,85   |       |
| 26      | 4     | 0      | An Se-hyeon                | Corea del Sud                  | 26,90   |       |
| 26      | 5     | 7      | Amit Ivry                  | Israel                         | 26,90   |       |
| 26      | 7     | 0      | Brianna Throssell          | Austràlia                      | 26,90   |       |
| 29      | 5     | 1      | Katerine Savard            | Canadà                         | 26,93   |       |
| 30      | 4     | 8      | Svetlana Khokhlova         | Belarús                        | 26,99   |       |
| 31      | 4     | 4      | Alia Atkinson              | Jamaica                        | 27,01   |       |
| 31      | 5     | 9      | Lucie Svěcená              | Txèquia                        | 27,01   |       |
| 33      | 4     | 2      | Sasha Touretski            | Suïssa                         | 27,04   |       |
| 34      | 5     | 6      | Nataliya Lovtsova          | Rússia                         | 27,11   |       |
| 35      | 4     | 5      | Sze Hang Yu                | Hong Kong                      | 27,24   |       |
| 36      | 4     | 1      | Fanny Teijonsalo           | Finlàndia                      | 27,49   |       |
| 37      | 3     | 5      | Carolina Colorado Henao    | Colòmbia                       | 27,58   |       |
| 37      | 4     | 9      | Quah Ting Wen              | Singapur                       | 27,58   |       |
| 39      | 3     | 4      | Jeserik Pinto              | Veneçuela                      | 27,70   |       |
| 40      | 3     | 3      | Jasmine Al-Khaldi          | Filipines                      | 28,16   |       |
| 41      | 3     | 6      | Sotiria Neofytou           | Xipre                          | 28,25   |       |
| 42      | 3     | 2      | Amina Kajtaz               | Bòsnia i Hercegovina           | 28,32   |       |
| 43      | 7     | 9      | Laura Arroyo               | Mèxic                          | 28,98   |       |
| 44      | 3     | 1      | Astri Foldarskar           | Illes Fèroe                    | 29,00   |       |
| 45      | 6     | 0      | Sharo Rodríguez            | Mèxic                          | 29,13   |       |
| 46      | 2     | 3      | San Su Moe Theint          | Myanmar                        | 29,21   |       |
| 47      | 3     | 9      | María Ribera               | Bolívia                        | 29,22   |       |
| 48      | 3     | 7      | Elinah Phillip             | Illes Verges Britàniques       | 29,29   |       |
| 49      | 2     | 4      | Dalia Torrez Zamora        | Nicaragua                      | 29,31   |       |
| 50      | 3     | 8      | Choe Su-rim                | Corea del Nord                 | 29,57   |       |
| 51      | 3     | 0      | Jannah Sonnenschein        | Moçambic                       | 29,66   |       |
| 52      | 2     | 7      | Ann-Marie Hepler           | Illes Marshall                 | 30,02   |       |
| 53      | 2     | 6      | Samantha Roberts           | Antigua i Barbuda              | 30,16   |       |
| 54      | 2     | 5      | Chade Nersicio             | Curaçao                        | 30,23   |       |
| 55      | 2     | 1      | Tegan McCarthy             | Papua Nova Guinea              | 30,27   |       |
| 56      | 2     | 9      | Jamila Sanmoogan           | Guyana                         | 31,38   |       |
| 57      | 2     | 0      | Dirngulbai Misech          | República de Palau             | 31,70   |       |
| 58      | 2     | 8      | Irene Prescott             | Tonga                          | 31,90   |       |
| 59      | 1     | 4      | Rita Zeqiri                | Kosovo                         | 32,12   |       |
| 60      | 1     | 3      | Sonia Aktar                | Bangladesh                     | 32,81   |       |
| 61      | 1     | 6      | Angel de Jesús             | Illes Mariannes Septentrionals | 33,86   |       |
| 62      | 1     | 5      | Rahel Gebresilassie        | Etiòpia                        | 36,15   |       |
| 63      | 2     | 2      | Fatoumata Samassékou       | Mali                           | 36,31   |       |
| 64      | 1     | 2      | Alzain Tareq               | Brunei                         | 41,13   |       |
| 65      | 4     | 6      | Liliána Szilágyi           | Hongria                        | 99,99 ! | DNS   |

### Semifinals
Les semifinals es van celebrar a les 18:45.

#### Semifinal 1
| Posició | Carril | Nom                        | País            | Temps | Notes |
| ------- | ------ | -------------------------- | --------------- | ----- | ----- |
| 1       | 4      | Jeanette Ottesen           | Dinamarca       | 25,27 | Q     |
| 2       | 5      | Lu Ying                    | R.P. de la Xina | 25,79 | Q     |
| 3       | 3      | Arianna Vanderpool-Wallace | Bahames         | 25,81 | Q     |
| 4       | 7      | Farida Osman               | Egipte          | 25,88 | Q, AF |
| 5       | 6      | Kendyl Stewart             | Estats Units    | 25,93 |       |
| 6       | 8      | Daynara de Paula           | Brasil          | 26,24 |       |
| 7       | 1      | Beryl Gastaldello          | França          | 26,25 |       |
| 8       | 2      | Kimberly Buys              | Bèlgica         | 26,43 |       |

#### Semifinal 2

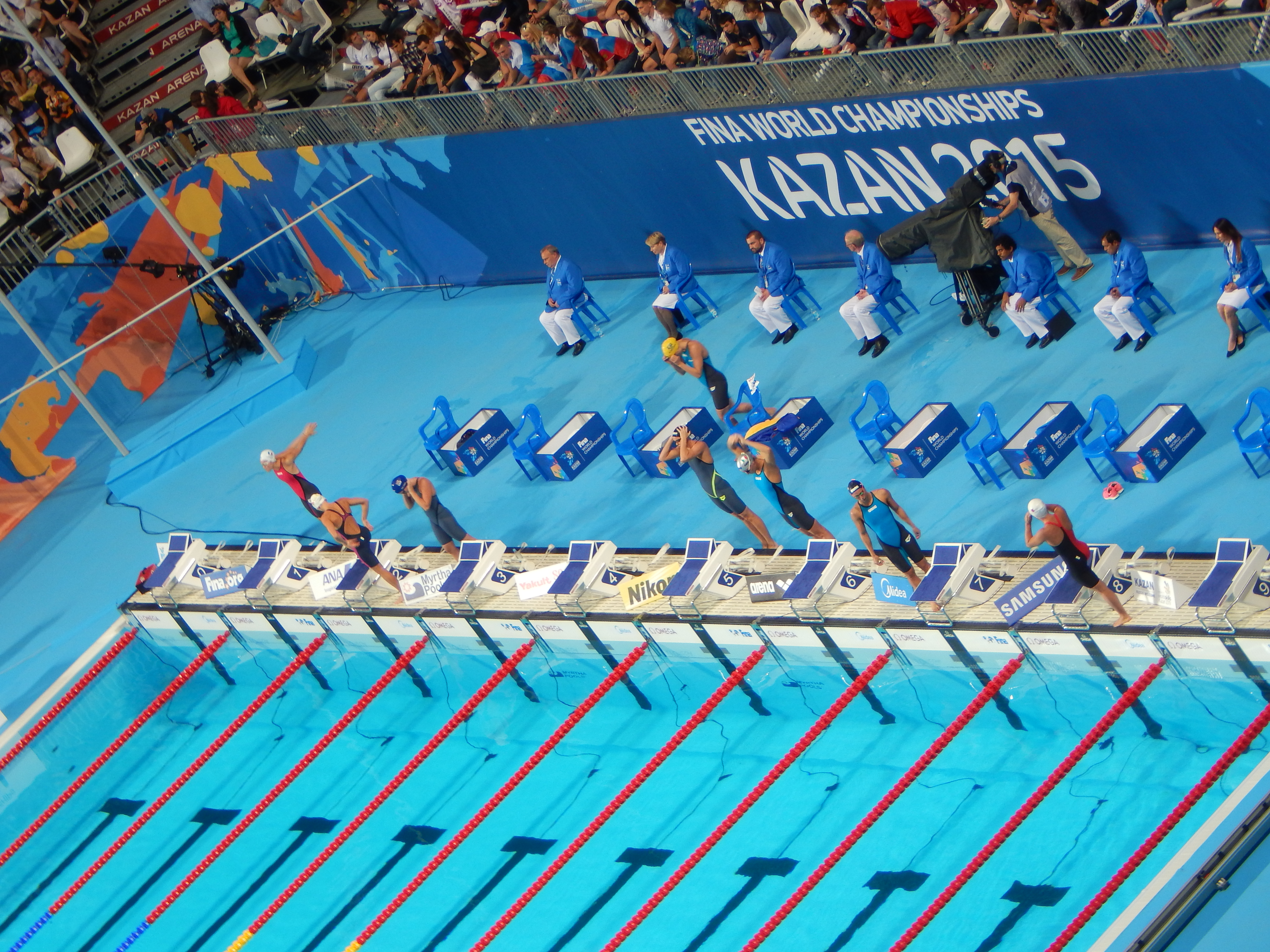
Segona semifinal

| Posició | Carril | Nom              | País          | Temps | Notes |
| ------- | ------ | ---------------- | ------------- | ----- | ----- |
| 1       | 4      | Sarah Sjöström   | Suècia        | 25,06 | Q, CR |
| 2       | 3      | Fran Halsall     | Regne Unit    | 25,71 | Q     |
| 3       | 5      | Inge Dekker      | Països Baixos | 25,90 | Q     |
| 4       | 2      | Anna Dowgiert    | Polònia       | 25,91 | Q     |
| 5       | 1      | Mélanie Henique  | França        | 26,03 |       |
| 6       | 6      | Elena Gemo       | Itàlia        | 26,11 |       |
| 7       | 7      | Silvia Di Pietro | Itàlia        | 26,17 |       |
| 8       | 8      | Noemie Thomas    | Canadà        | 26,37 |       |

### Final
la finales va disputar el dia 8 d'agost a les 17:32.
| Posició | Carril | Nom                        | País            | Temps | Notes |
| ------- | ------ | -------------------------- | --------------- | ----- | ----- |
| 1       | 4      | Sarah Sjöström             | Suècia          | 24,96 | CR    |
| 2       | 5      | Jeanette Ottesen           | Dinamarca       | 25,34 |       |
| 3       | 6      | Lu Ying                    | R.P. de la Xina | 25,37 | AS    |
| 4       | 1      | Inge Dekker                | Països Baixos   | 25,64 |       |
| 5       | 7      | Farida Osman               | Egipte          | 25,78 | AF    |
| 6       | 3      | Fran Halsall               | Regne Unit      | 25,85 |       |
| 7       | 2      | Arianna Vanderpool-Wallace | Bahames         | 25,93 |       |
| 8       | 8      | Anna Dowgiert              | Polònia         | 26,20 |       |